# Ghetto house
Sous-genres
Juke
Genres dérivés
Footwork
La ghetto house (G-house ou booty house,,,,,,) est un genre de Chicago house reconnu comme genre distinct aux alentours de 1992. Il se caractérise par des chansons minimalistes utilisant une boîte à rythmes Roland TR-808 et Roland TR-909 et parfois des paroles à caractère sexuel.
Le modèle classique de la Chicago house (en particulier It's Time for the Percolator de Cajmere) est utilisé en plus des paroles à caractère sexuel. Il se caractérise notamment par une mesure à quatre temps et par l'utilisation de la grosse caisse sur chacun d'eux.
Les artistes de musique ghetto house incluent : Dr. Fresch, BIJOU,, Malaa et Karpovich.

## Chicago juke
Les années 2000 voient paraître une montée du Chicago juke ou juke house, une variante plus rapide du ghetto house qui se forme à la fin des années 1980. Les chansons de Chicago Juke ont généralement un tempo compris entre 150 et 170 battements par minute (BPM). Le style de production est souvent lo-fi, comme le funk carioca.